# Provoker (groupe)
Provoker est un groupe américain de post-punk originaire de la région de la baie de San Francisco, formé en 2015 par le guitariste et producteur Jonathon Lopez. Le groupe est aujourd’hui basé à Los Angeles et se compose de Lopez, du chanteur Christian Crow Petty et du bassiste Wil Palacios.

## Historique

### Débuts (2015–2018)
Provoker débute comme un projet solo de Jonathon Lopez, qui compose des bandes originales pour des films d’horreur fictifs. En 2016, lors d’une projection du film The Greasy Strangler, Lopez rencontre Christian Crow Petty. Impressionné par sa voix, il lui envoie des morceaux instrumentaux pour qu’il y ajoute des paroles. Cette collaboration marque le début d’une nouvelle direction musicale, mêlant synthétiseurs sombres, rythmes électroniques et chant influencé par le R&B.
Le groupe prend sa forme actuelle avec l’arrivée du bassiste Wil Palacios et la sortie de l’EP Dark Angel en 2018, publié par Life Sucker Productions.

### Body Jumper et reconnaissance (2021)
Le 13 août 2021, Provoker sort son premier album studio, Body Jumper, sur le label suédois YEAR0001Modèle:Réf web. L’album est salué pour son esthétique cinématographique et son mélange de tension dramatique et de groove étrange. Il comprend des titres comme « Spell Strike », « Rose in a Glass » et « Bugs & Humans »Modèle:Réf web.

### Albums suivants: Demon Compass et Mausoleum (2023–2025)
En 2023, le groupe sort Demon Compass, un album plus direct et structuré, qui confirme leur identité sonore entre coldwave, synth-pop et post-punk.
En 2025, Provoker publie son troisième album, Mausoleum, produit par Kenny BeatsModèle:Réf web. L’album explore des thèmes de solitude et de transformation à travers une esthétique gothique et introspective. Il est en partie inspiré par les expériences de Petty dans un grenier d’Echo Park, à Los Angeles.

## Style musical
Provoker combine des éléments de post-punk, de synth-pop lo-fi et de R&B alternatif. Leur musique est caractérisée par :
- des synthétiseurs sombres et minimalistes,
- des guitares tranchantes,
- des rythmes électroniques,
- un chant souvent détaché ou proche du spoken word.

Leur univers visuel et sonore évoque des influences comme The Cure, John Maus, Depeche Mode ou Twin Shadow, tout en conservant une approche DIY et contemporaineModèle:Réf web.

## Membres
- Christian Crow Petty – chant
- Jonathon Lopez – guitare, production
- Wil Palacios – basse

## Discographie

### Albums studio
- 2021 : Body Jumper (YEAR0001)[4]
- 2023 : Demon Compass (YEAR0001)
- 2025 : Mausoleum (YEAR0001)

### EPs
- 2018 : Dark Angel (Life Sucker Productions)

### Bandes originales
- 2015 : Sneak Peek! (Mercy Stroke OST)
- 2017 : Dry City Maniac OST

### Singles notables
- 2018 : « Dark Angel »
- 2020 : « Since Then »
- 2021 : « Spell Strike », « Rose in a Glass », « Blue Sheen »
- 2023 : « Debt Collector », « Valley Ghoul », « It’s In My Head »